# Annette Meisl

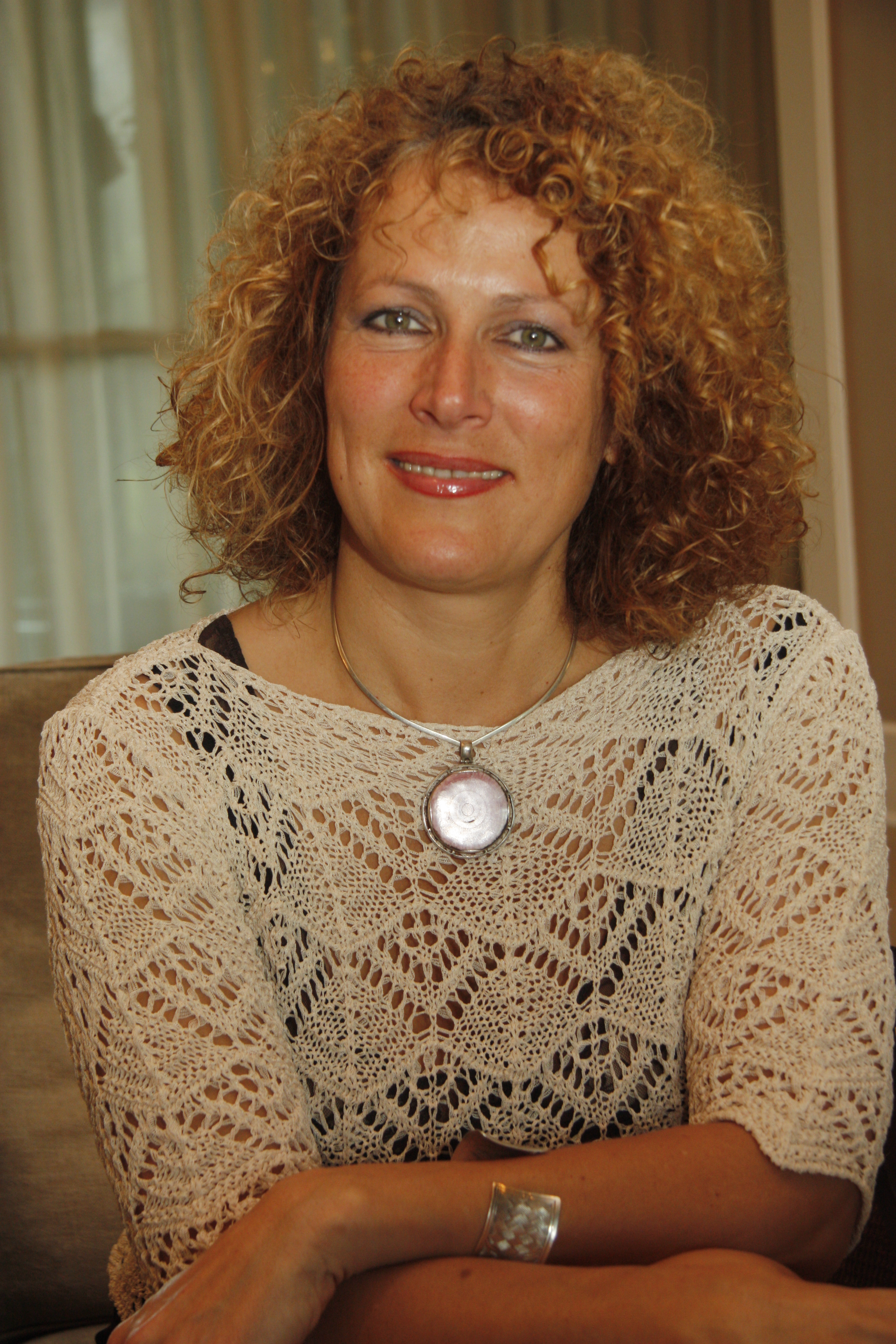
Annette Meisl (2010)

Annette Meisl (* in Rheinfelden) ist eine deutsche Autorin, Musikerin, Managerin und Unternehmerin.

## Leben
Annette Meisl wuchs gemeinsam mit ihrer Schwester in Südbaden auf. Sie erhielt Geigenunterricht seit ihrem siebten Jahr. Nach dem Abitur ging sie als Au-pair-Mädchen zunächst nach Frankreich und im Anschluss nach Madrid. Sie spricht neben ihrer Muttersprache Deutsch auch fließend Englisch, Spanisch, Französisch und Türkisch.
Meisl gründete 1993 die Künstleragentur La Gala und eröffnete 2005 La Galana, die erste Zigarrenmanufaktur Kölns mit Degustationssalon. 2012 erschien ihr Ratgeber Fünf Männer für mich – Ein SEXperiment. Sie wohnt in Köln.

### Straßenmusik – Duo Arrabal
Meisl lebte drei Jahre als Straßenmusikerin in Madrid. Sie war dort Teil der Movida madrileña und finanzierte sich ihren Unterhalt als Musikerin und Filmkomparsin. Mit dem galicischen Gitarristen Ramón Regueira, den sie in Madrid kennenlernte, ging sie Mitte der 1980er Jahre zurück nach Deutschland und gründete das Künstlerduo Arrabal. Für die Edition Día folgten zwei Aufnahmen: Tango del Arrabal mit Ciro Pérez und Aire Puro mit Roberto Darvin. Das Repertoire des Duo Arrabal umfasste Standards der lateinamerikanischen und spanischen Folklore, Tangos und Eigenkompositionen. Bei ihren Live-Auftritten in den Jahren 1986 bis 1990 erläuterte das Duo Arrabal dem Publikum die Geschichte des Tango und die Tradition der lateinamerikanischen Klassiker und trug dadurch, ebenso wie mit der Einspielung der LP „Tango del Arrabal“, zur aufkommenden Begeisterung für den Tango Argentino in Deutschland bei. Begleitet wurden die Performances von Tanzeinlagen des Tanzpaares „El Aleman y Nicole“.

### Die Künstleragentur La Gala
1993 gründete Meisl die Künstler- und Eventagentur La Gala – Internationale Kulturprojekte.

### Die Zigarrenmanufaktur La Galana
2005 gründete Meisl im Kölner Stadtteil Ehrenfeld die erste Kölner Zigarrenmanufaktur mit Namen La Galana. In der Manufaktur werden unter anderem die zwei Zigarrenarten Clásica und Privada produziert. Hergestellt werden die Zigarren von kubanischen Zigarrenrollerinnen mit nicaraguanischem Tabak und nach deutschem Qualitätsstandard. Der Autor Sebastian A. Reichert zählt „La Galana“ zu den „111 Kölner Geschäften die man gesehen haben muss“ und auch die Autorinnen Monika Salchert und Ulla Scholz heben „La Galana“ in ihrem Kölner Einkaufsführer hervor.

### Autorin
Am 23. April 2012 wurde Annette Meisls Ratgeber Fünf Männer für mich vom Südwest Verlag veröffentlicht. In ihrem autobiografischen Debütwerk zeichnet Meisl den Selbstversuch 5-Lover nach. Nach dem Scheitern einer 15-jährigen vermeintlich glücklichen Ehe fällt Meisl zunächst in ein tiefes Loch. Der Leser erfährt über Einblicke in Meisl Liebesleben, wie sie dank des selbstverordneten 5-Lover Projekts an neuer Lebenslust gewinnt und ein gesundes Selbstwertgefühl entwickelt. Der Ratgeber enthält Tipps für Frauen in ähnlichen Lebenslagen. Günter Wallraff nennt Meisl Experiment eine „Zukunftsversion – verrückt, unrealisierbar, leidenschaftlich, authentisch“. Die Astrologin und Autorin Antonia Langsdorf porträtiert Meisl in ihrem Buch „Lilith-Die Weisheit der ungezähmten Frau“ in einer von sechs Lilith-Geschichten. Auch die Autorinnen Simone Harre und Nicole Roewers sehen die Relevanz von Meisls Liebesprojekt und nehmen es auf in ihren dokumentarischen Geschichtenband „Von der Liebe in Köln“. Fünf Männer für mich löste nach Erscheinen ein breites Medienecho aus. Neben Besprechungen in Zeitungen und Zeitschriften war Meisl u. a. auch Gast bei Markus Lanz, im SWR Nachtcafé, bei Westart und erhält einen dreiteiligen Beitrag bei FrauTV. Sie wird aufgrund ihrer Liebesbeziehung zu mehreren Männern in den Medien teils als polygam, aber auch als polyamorös bezeichnet. Seit 2013 veröffentlicht Meisl in ihrem youtube-Kanal Videos und Interviews in Sachen Liebe. Am 8. April 2014 hatte ihre Bühnenshow „Fünf Männer für mich - Eine frivole Entdeckungstour durch die Irrgärten der Liebe“ im Arkadas Theater/Bühne der Kulturen in Köln Premiere.
2016 erschien zum ersten Mal die spanische Version ihres Buches „5 Männer für mich“ unter dem Titel „Cinco hombres para mí - un sexperimento“, diesmal mit einem Vorwort des Kölner Enthüllungsjournalisten und Autor Günter Wallraff. Eine Neuauflage desselben Buches auf Deutsch erschien bei KDP-Amazon 2023.
2023 veröffentlichte sie unter dem Pseudonym "Ana Galana" ihren ersten historischen Roman "Das Geheimnis der Zigarrenkönigin" bei KDP-Amazon. AM 17.08.2023 feierte sie Buchpremiere im ehemalischen "Millowtisch-Theater" in Köln, heute Volksbühne am Rudolfplatz" mit einer musikalischen Lesung. Übersetzungen auf Spanisch und Englisch wurden im Herbst 2023 veröffentlicht (El Secreto de la Reina de los Puros / The Secret of the Cigar Queen).
Am 24.11.2023 feierte das Buch „Das Geheimnis der Zigarrenkönigin“ Lateinamerika-Premiere beim Festival de la Cultura de Tunja.

### Sängerin
2019 veröffentlichte Annette Meisl ihre erste CD mit eigenen Songs: „Carmen 5.0“ beim Label trommelfell. Die CD Präsentation fand im Rahmen der Premiere ihres gleichnamigen Bühnenstücks am 01.09.2019 in Köln statt. Im November 2019 spielte sie das Stück beim Festival „Guya Hicha“ in Villa de Leyva, Kolumbien mit Abschluss am 02.11.2019 im Theater „La Candelaria“ in Bogotá folgte. Zusammen mit der russischen Pianisten Natalia Fehling präsentiert sie Konzerte mit Liedern aus den 1920er Jahren. Im Frühjahr 2023 erschien ihr Notenbuch „Carmen 5.0“ mit Partituren zu ihren Songs im Klavierarrangement von Nicholas von der Nahmer. Im Dezember 2023 war Annette Meisl als Sängerin und Komponistin Teil der Produktion „Hyca - El Misterio de la resurección“ - der bekannten kolumbianischen Theatergruppe „Teatro Iterante de Sol“ unter der Leitung der Regisseurin Beatriz Camargo.

## Werke

### Diskografie
- 1988: LP 106 Tango del Arrabal mit Ciro Pérez – Edition día, St. Gallen/Berlin/Sao Paulo[34]
- 1989: LP 107 Aire Puro mit Roberto Darvin – Edition día, St. Gallen/Berlin/Sao Paulo[35]
- 2019: CD LC02040 Annette Meisl: Carmen 5.0 – trommelfell-records Köln[36]

### Bücher
- 1987: Licht nach dem Dunkel – Der spanische Film. In: Helmuth Bischoff (Hrsg.) Anders reisen: Spanien. Ein Reisebuch in den Alltag. Rowohlt Tb Reinbek ISBN 978-3-499-17567-1
- 2003: Partnerschaft für die Kultur – Die Rolle der Agenturen bei kulturellen Sommerprogrammen. In: Traumtänzer und Kunstpioniere – 30 Jahre Kulturelle Sommerprogramme in NRW. Kulturpolitische Gesellschaft e.V. Klartext Verlag Essen ISBN 3-89861-295-3
- 2012: Fünf Männer für mich-Ein SEXperiment, Ratgeber. Südwest München ISBN 978-3-517-08759-7
- 2017: Kuba in Köln. In: Peter Rosenthal (Hrsg.) Venedig ist auch nicht viel größer als Ehrenfeld. Walther König Köln. ISBN 978-3-86335-836-5
- 2023. Cinco hombres para mí. Un sexperimento de amor. Annette Meisl. Taschenbuch. Mit Vorwort von Günter Wallraff. KDP. ISBN 978-3-86335-836-5
- 2023. Fünf Männer für mich - ein Sexperiment, Annette Meisl. Taschenbuch. Mit Vorwort von Günter Wallraff KDP. ISBN 978-3-86335-836-5
- 2023: Das Geheimnis der Zigarrenkönigin. Historischer Roman aus Kuba. Ana Galana. KDP. Taschenbuch. ISBN 978-3-86335-836-5
- 2023. El Secreto de la Reina de los Puros. Novela histórica de Cuba. Ana Galana. Taschenbuch KDP. ISBN 978-3-86335-836-5
- 2023: The Secret of the Cigar Queen. A Historical Novel From Cuba. Ana Galana. Taschenbuch. ISBN 978-3-86335-836-5